# Neuve-Église (Belgique)
Pour les articles homonymes, voir Neuve-Église et Nieuwkerke.
Neuve-Église (Nieuwkerke en néerlandais) est une section de la commune belge de Heuvelland située en Région flamande dans la province de Flandre-Occidentale. C'était une commune à part entière avant la fusion des communes de 1977.

## Démographie

### Évolution démographique
- Sources : INS, Rem. : 1831 jusqu'en 1970 = recensements, 1976 = nombre d'habitants au 31 décembre[3].

## Histoire
Il existait plusieurs fiefs sur Neuve-Église donnant à leur détenteur le titre de seigneur. Au XVIIIe siècle, des seigneurs locaux appartiennent à la bourgeoisie de Lille et viennent de cette ville.
En 1738, Gilles Beuvet (1700-1757) est seigneur de la Vichte (sans doute sur Capinghem), Neuve-Église. Fils de Jacques-Philippe et de Barbe-Ernestine Castellain, il nait à Lille en avril 1700 (baptisé le 9 avril 1700) et meurt le 22 mars 1757, sans héritiers. Il avait épousé à Lille le 16 novembre 1738 Juliette-Henriette Jacops (1703-1754), née à Lille en août 1703 (baptisée le 10 août 1703), elle meurt à Lille le 11 février 1754. Elle était la fille de Martin Jacops, seigneur d'Ascq, Rocques, Tereumbecque, bourgeois de Lille, et de Marie-Albertine Diedeman.
Vers 1750, Séraphin-Joseph de La Fonteyne (1731-1781), écuyer, est seigneur de Neuve-Église, Villers, La Douve, Le Châtel. Fils de Louis-Séraphin, écuyer, seigneur de Soubespaing, Canicourt, Châtel, Fontissart, bourgeois de Lille, trésorier de France au bureau des finances de Lille, et de Marie-Madeleine Beuvet, il nait à Lille en juin 1731 (baptisé le 1er juillet 1731), devient bourgeois de Lille le 3 février 1761, marguillier de l'église Saint-Maurice de Lille, et meurt à Lille le 23 mars 1781; il est inhumé dans l'église Saint-Maurice. Il épouse à Lille le 6 août 1759 Marie-Alexandrine Fourmestraux, fille de Louis-Joseph, écuyer, seigneur d'Hancardrie (sur Ennetières-en-Weppes), trésorier de France et de Marie-Virginie Poulle. Elle nait à Lille en décembre 1738 (baptisée le 23 décembre 1738) et meurt le 9 floréal an IX (29 avril 1801),.
Vers 1730, le fief de Limbrecht sur Neuve-Église est détenu par Pierre-Joseph Ghesquière (1707-1754), seigneur de Nieppe, notable de Lille, où il accède à la bourgeoisie et dont il est plusieurs fois échevin. Né à Lille, il meurt à Nieppe où il est enterré dans le caveau des seigneurs de Nieppe dans l'église. Les Ghesquière sont une dynastie de bourgeois de Lille, devenus au fil du temps, seigneurs de Stradin (sur Houthem), de Hollebecque, ...Le fief de Limbrecht relève de la seigneurie d'Oosthove, mouvante de celle de Nieppe.
Louis-Balthazar-Joseph Ghesquière (1735-1768), fils de Pierre-Joseph, est écuyer, officier de la garde du roi, seigneur de Nieppe, Limbrect, La Hughe, fiefs dont il verse le relief en 1764 et 1765 au bureau des finances de Lille. Il nait à Lille en octobre 1735 (baptisé le 18 octobre 1735), nommé échevin de la prévôté d'Esquermes le 19 décembre 1763, démissionnaire en 1765. Il est mis sous curatelle en 1768, du fait de la mauvaise gestion de sa fortune, et meurt sans alliance le 23 septembre 1768. Il est inhumé dans le caveau des seigneurs dans l'église Saint-Martin de Nieppe. Par son testament fait en 1766, il institue légataire universel son oncle paternel Ignace- François Ghesquière, seigneur de Stradin (sur Houthem). Louis-Balthazar est en 1768 le parrain de la grosse cloche de l'église de Nieppe,.
Entre 1897 et 1949, une ligne de tramway relie Ypres à Steenwerck, via Neuve-Église et Warneton; il s'agit de la ligne de tramway 361.

## Lieux et monuments

### Architecture Religieuse
En l'an 1080, les moines de Saint-Jean-du-Mont fondèrent, sur l’emplacement d’une ancienne chapelle, l’église romane Notre-Dame. Déjà Connue en 1105 sous le nom de Nova Ecclesia elle fut transformée en une Église-halle, au XVIe siècle. L'intérieur de l'église renferme des pièces remarquables dont une statue du Christ sur la croix (1600), et les vitraux du maître-autel qui commémorent le meurtre des trois ecclésiastiques qui furent commis à Reninghelst lors de la révolte des Gueux contre l'Église catholique, survenus au XIVe siècle

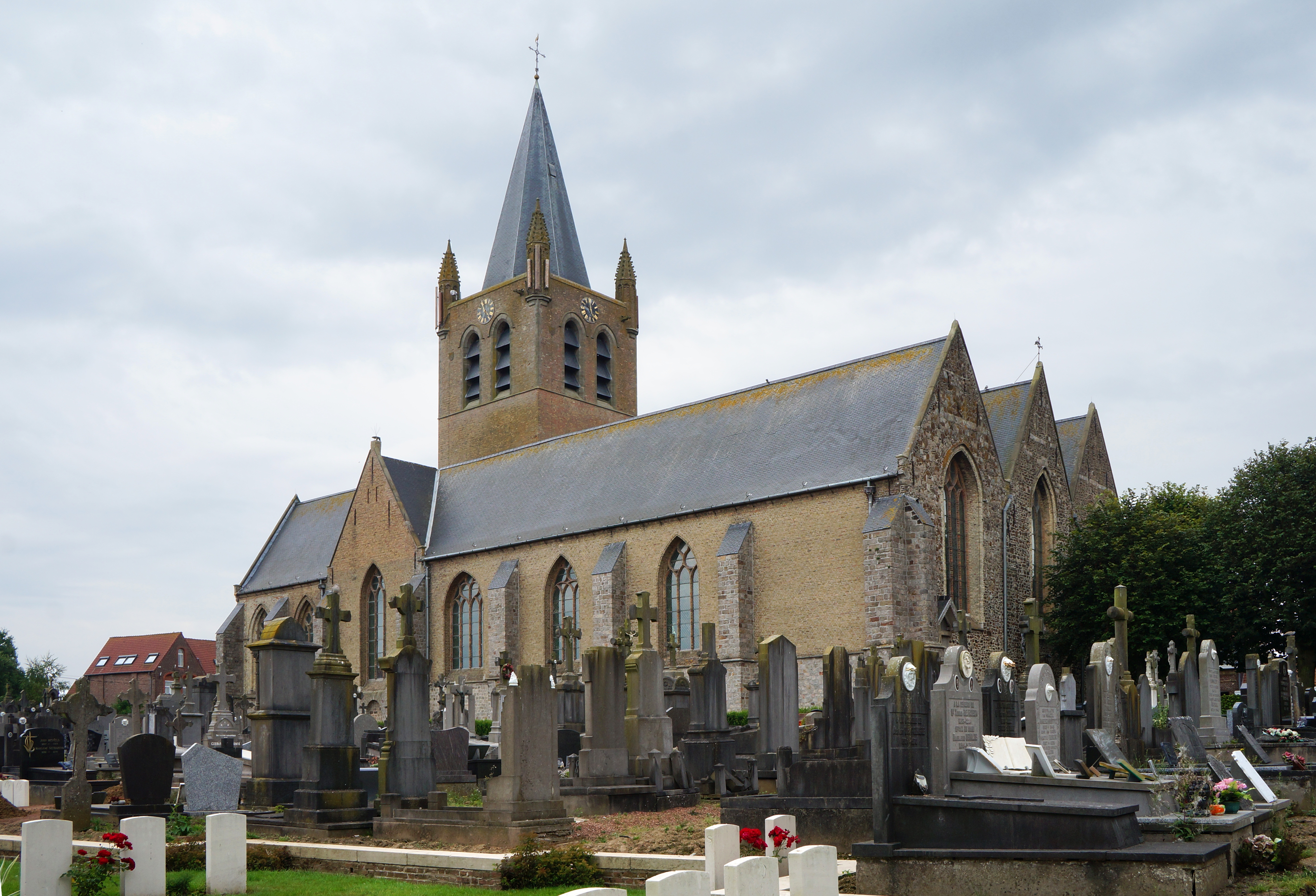
Onze-Lieve-Vrouwkerk.
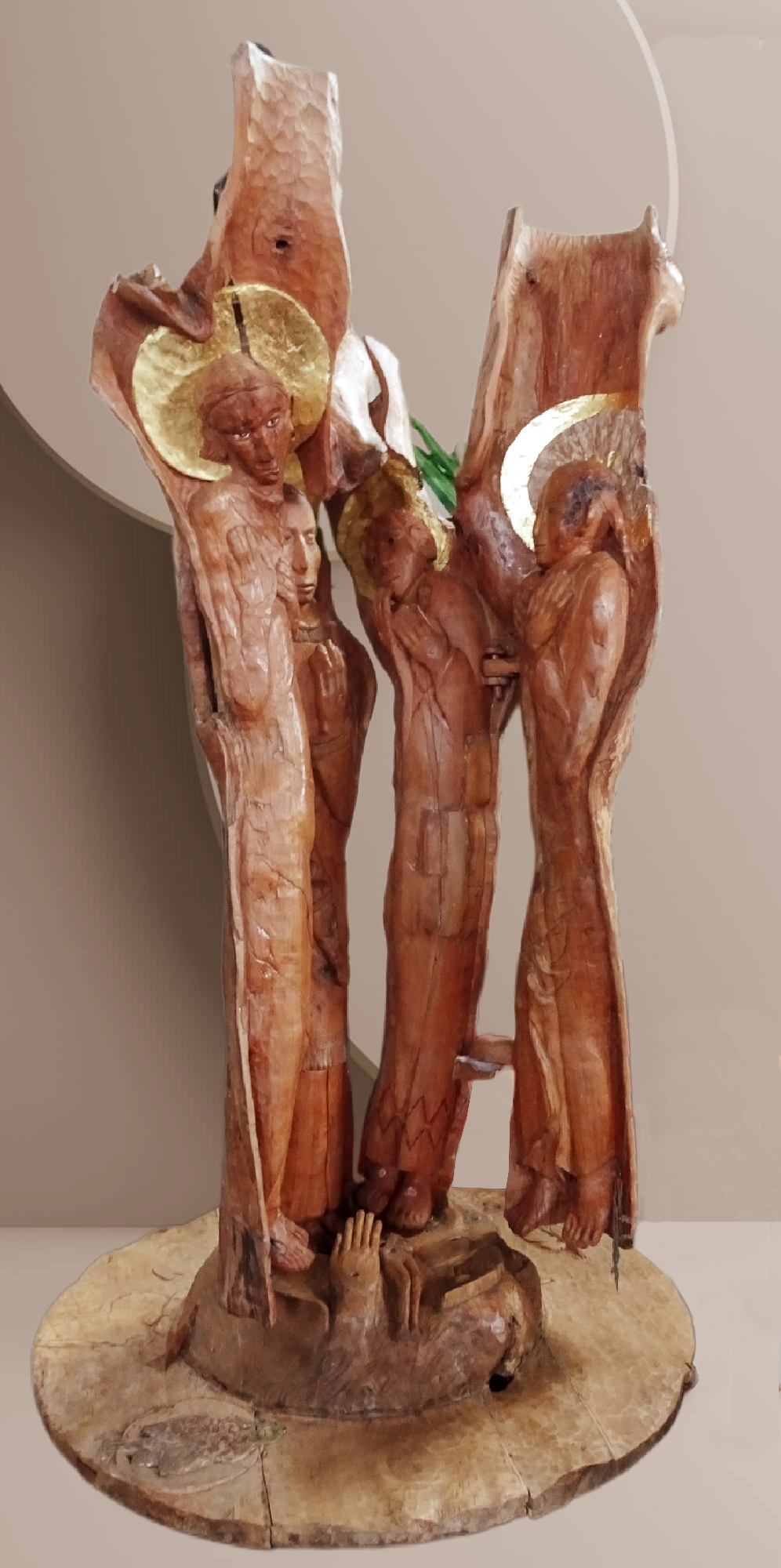
La Naissance, by Ludwig Schumacher
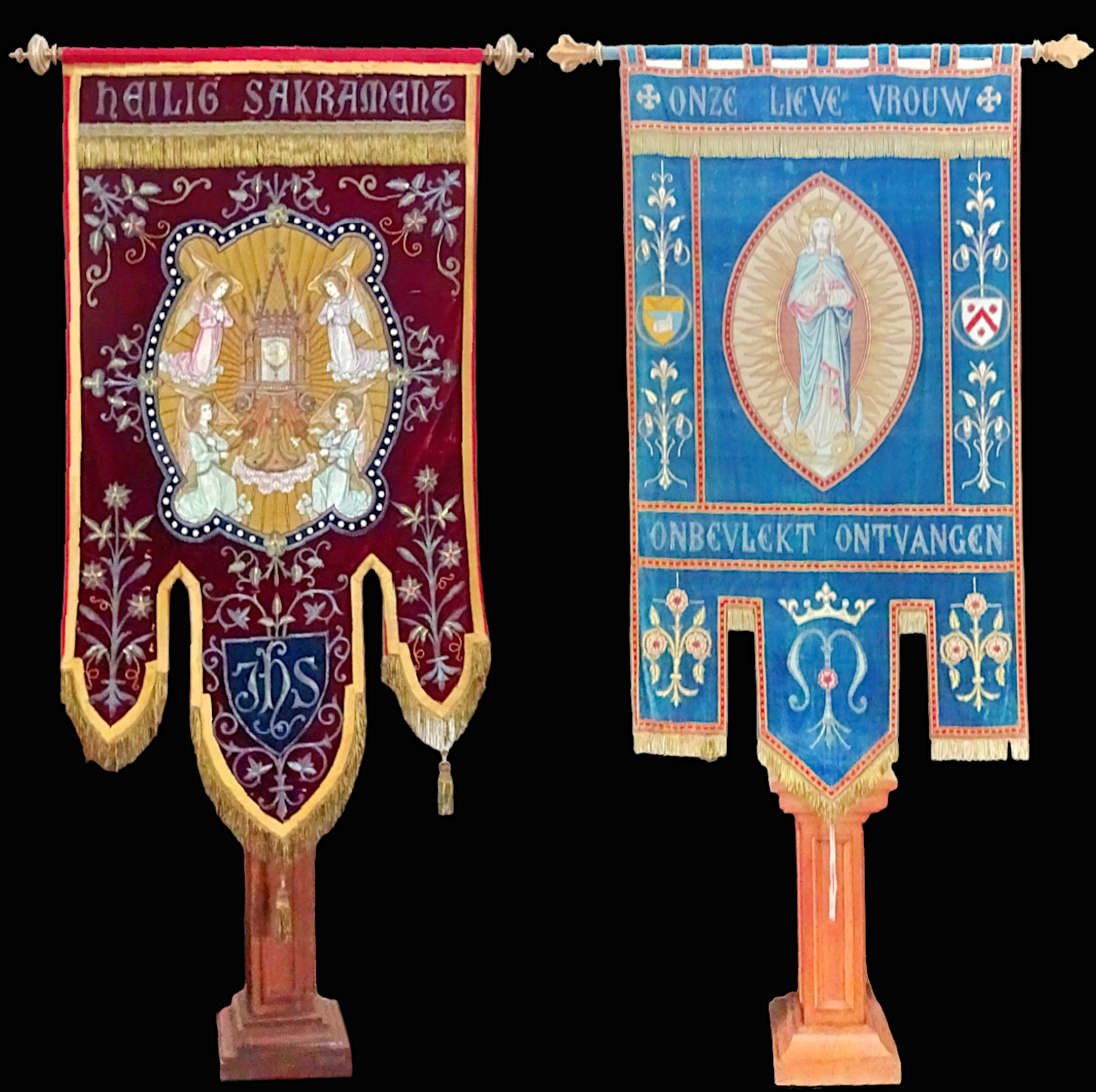
Processional banners.
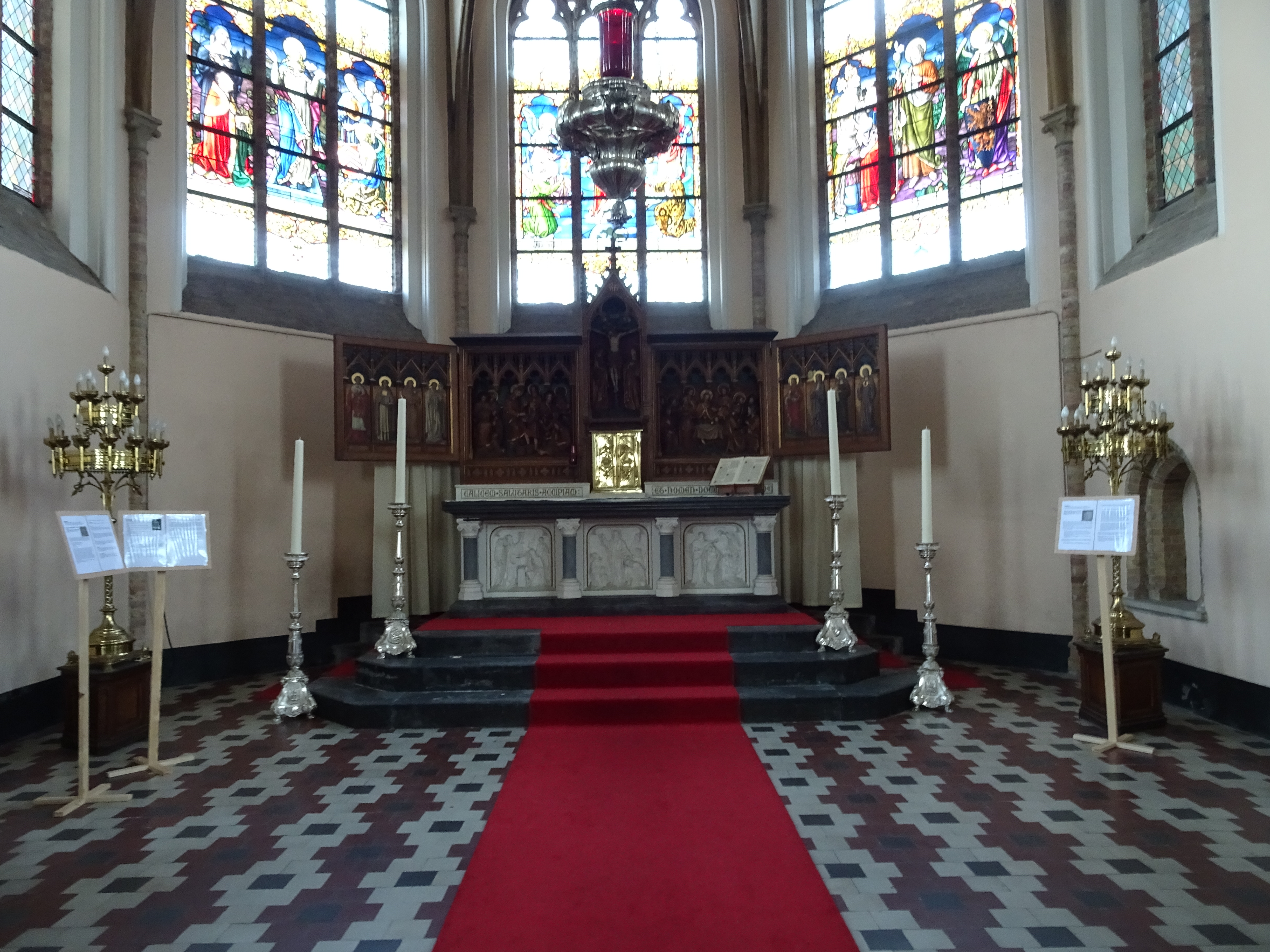
Maître autel.
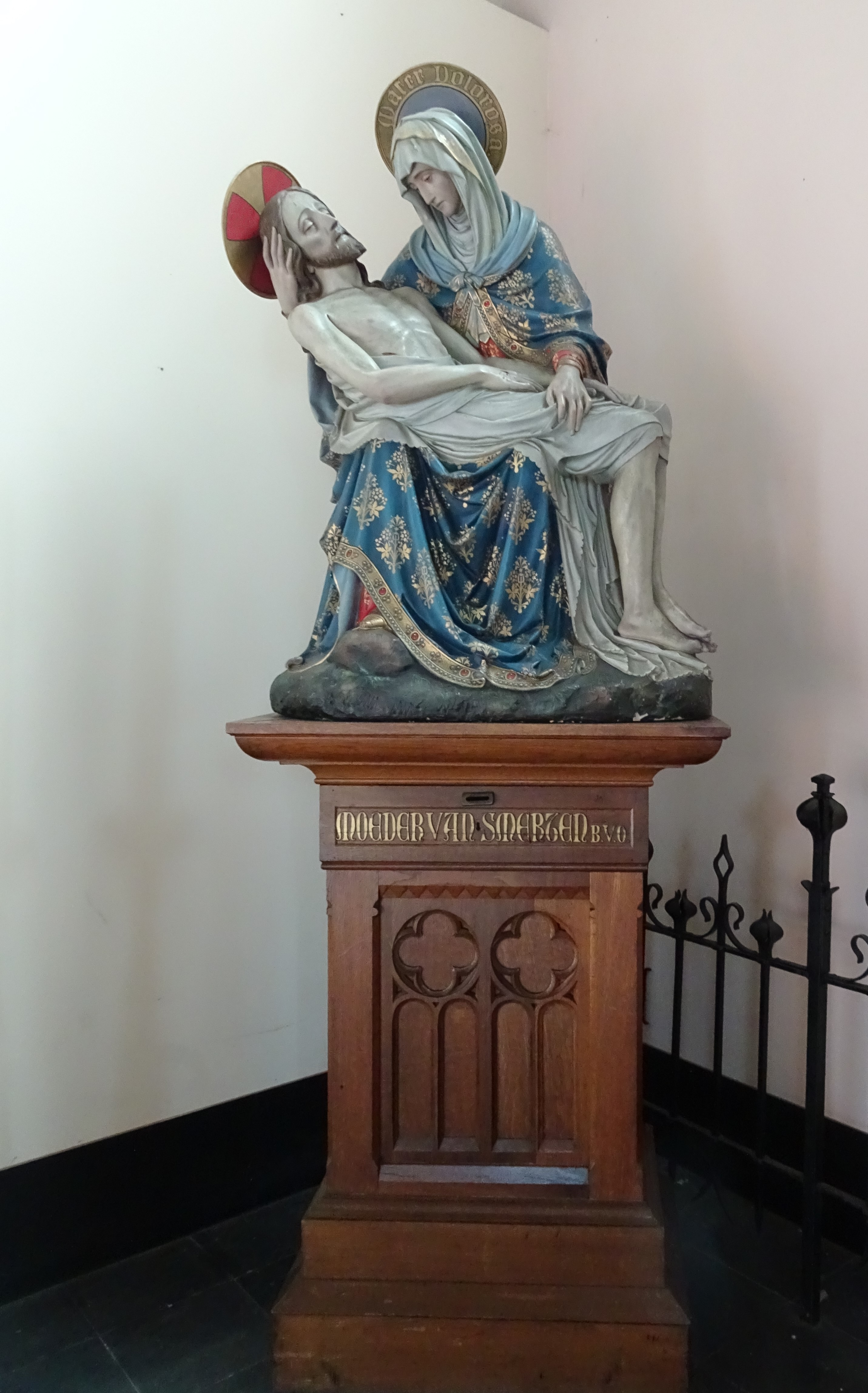
Vierge de Pitié.

### Architecture civile

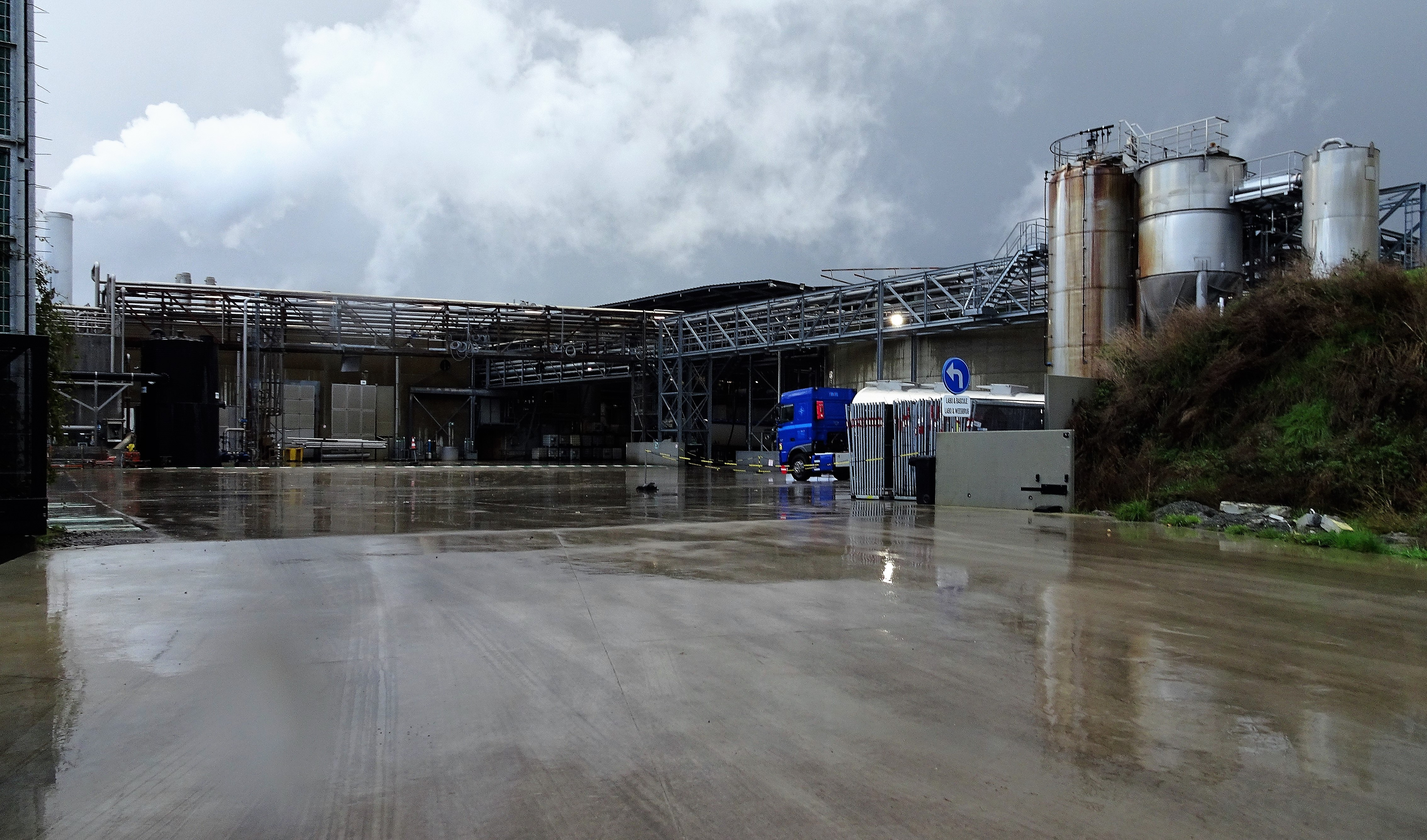
Usine Clarebout Potatoes.
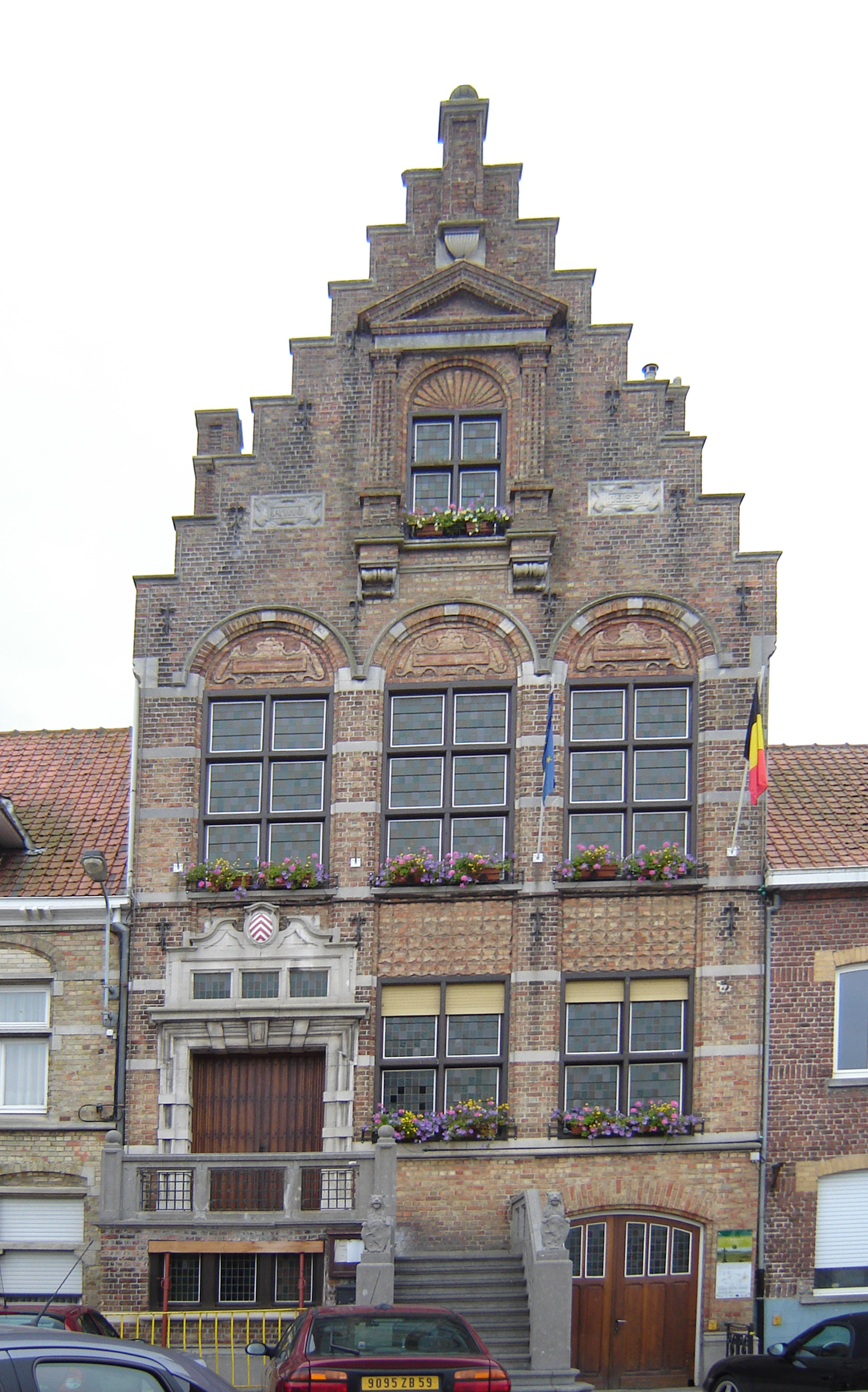
Hôtel de Ville.
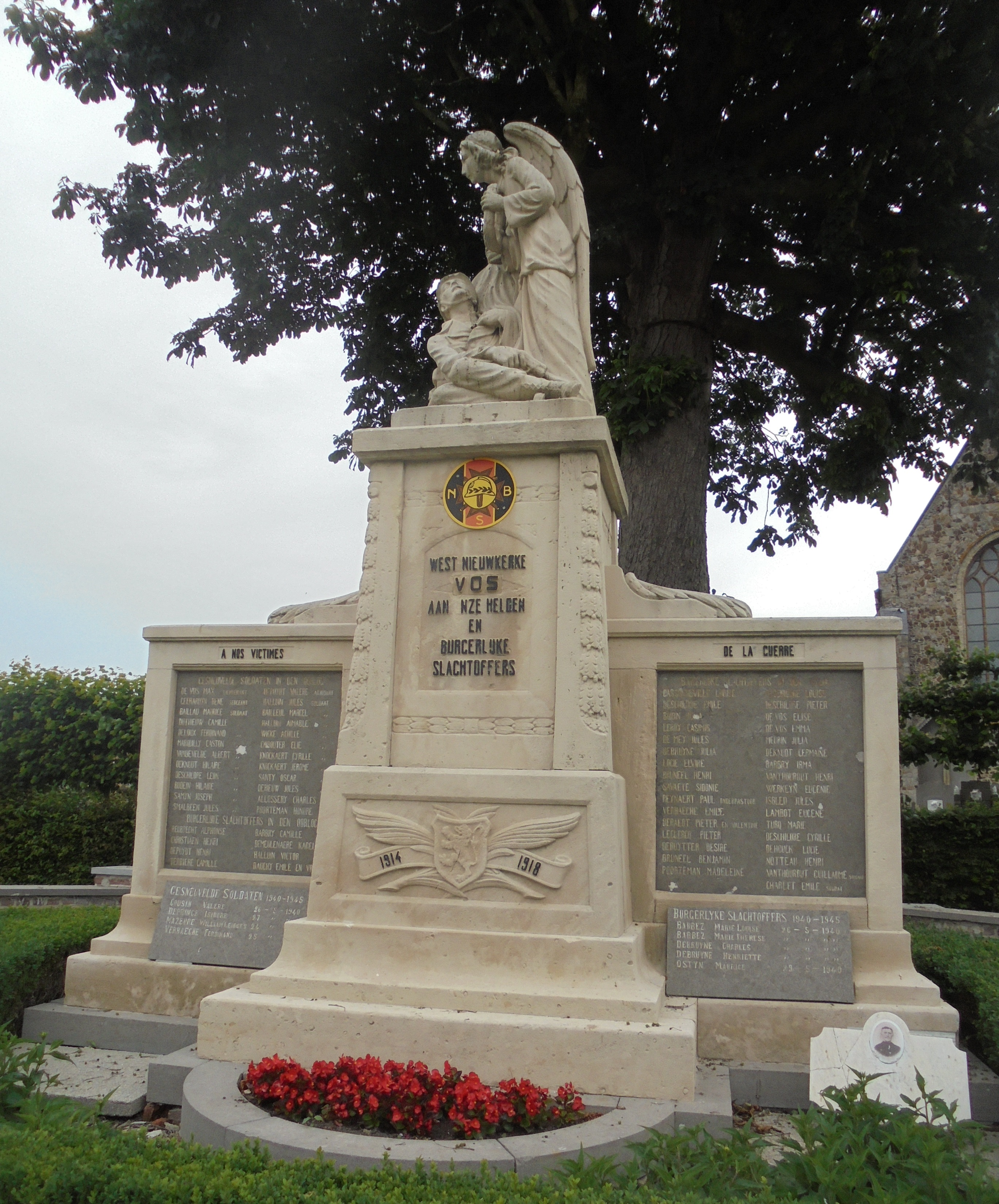
Le monument aux Morts.

### Vue sur les monts des Flandres

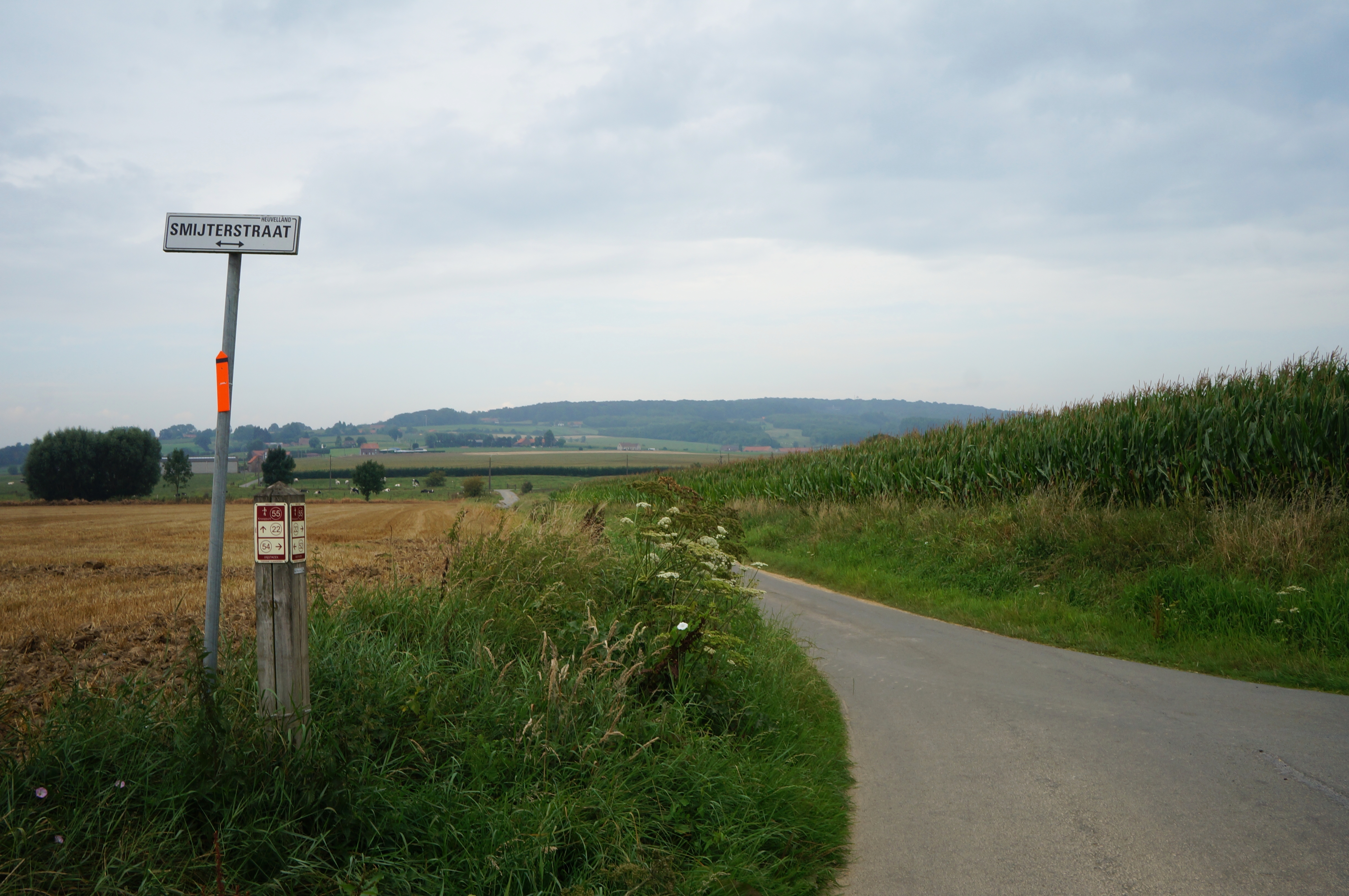
Smijterstraat.
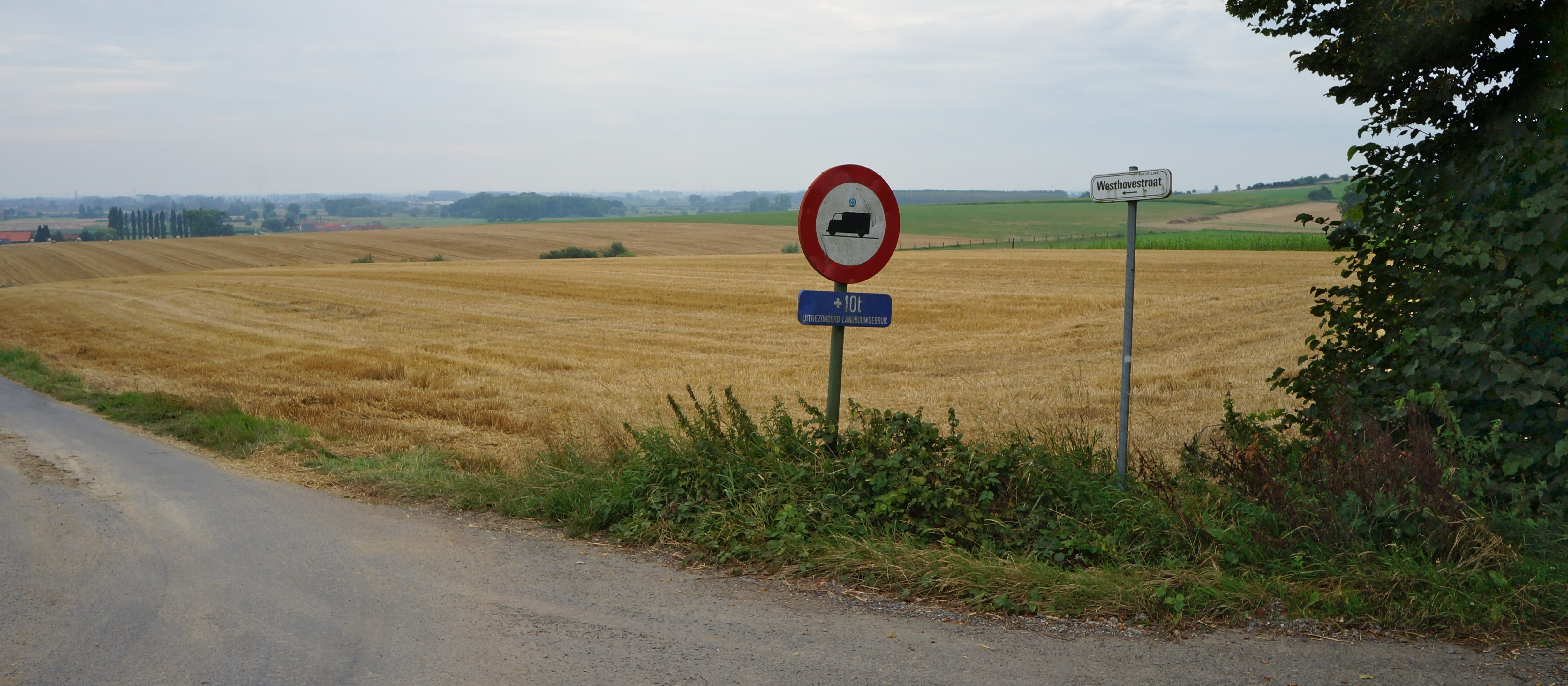
Westhovestraat.
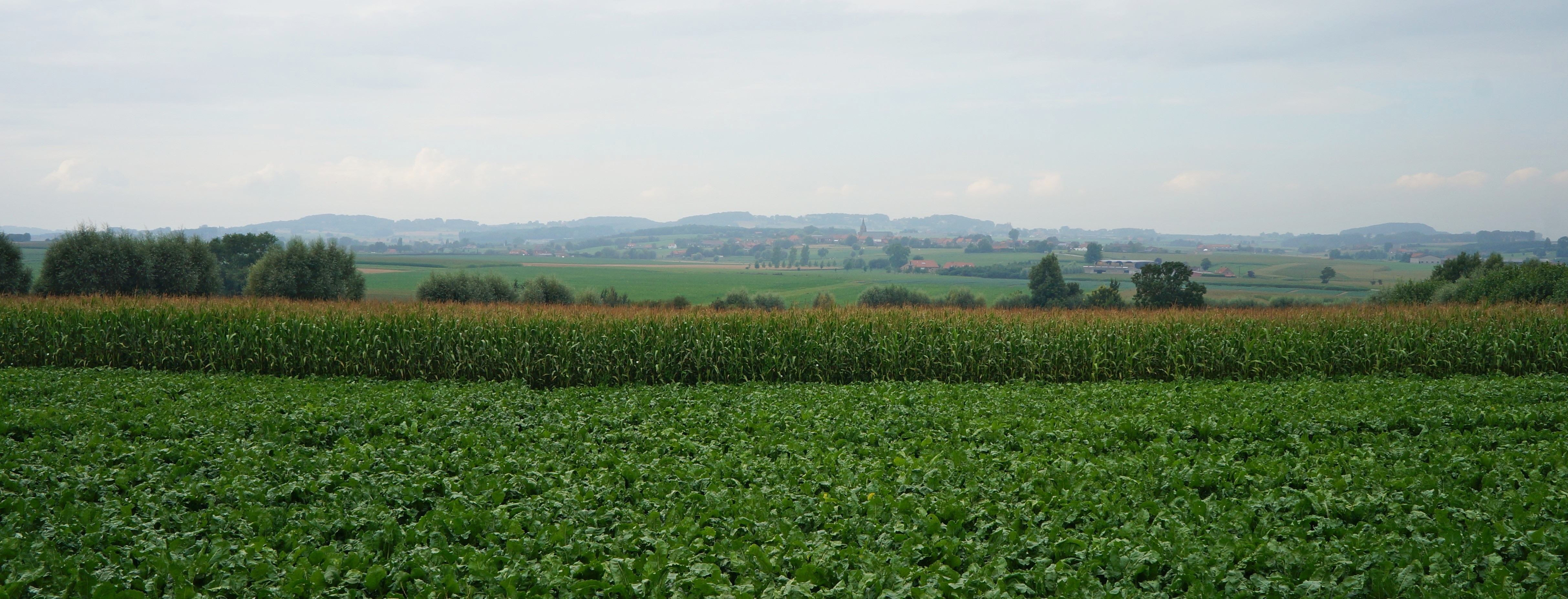
Panorama sur les Monts des Flandres.

## Personnalités
- Jacques Hessels (1506-1578), juge au Conseil des troubles.
- André Louf-Decramer (1906-1976), poète.
- Joseph Augustin Delesalle (1773-1838), général français.
- Séverine Caneele (1974), actrice.